# جورج بيكيت
جورج بيكيت (بالإنجليزية: George Edward Pickett)‏ (16 يناير 1825 ريتشموند الولايات المتحدة - 30 يوليو 1875 نورفولك الولايات المتحدة) هو عسكري أمريكي يحمل رتبة فريق أول، شارك في الحرب المكسيكية الأمريكية.

## وصلات خارجية
- جورج بيكيت على موقع الموسوعة البريطانية (الإنجليزية)
- جورج بيكيت على موقع إن إن دي بي (الإنجليزية)